# John Ashworth (Fußballspieler, 1937)
John Ashworth (* 4. Juli 1937 in Nottingham; † 29. November 2020 in Watford) war ein englischer Fußballspieler. Der mehrfache Amateurnationalspieler gewann 1966 mit dem FC Wealdstone den FA Amateur Cup und bestritt 1963 eine Partie in der Football League Second Division für den FC Portsmouth.

## Karriere
Ashworth spielte Ende der 1950er als Mittelläufer für den Amateurklub FC Kingstonian in der Isthmian League, und stand mit diesem 1960 vor 60.000 Zuschauern im Wembley-Stadion im Finale um den FA Amateur Cup, das durch zwei späte Gegentore mit 1:2 gegen den FC Hendon verloren ging. 1962 er gemeinsam mit Hughie Lindsay zum FC Wealdstone, die zunächst noch in der Athenian League spielten und 1964 in die Isthmian League wechselten. Parallel zum Ableisten seines Militärdienstes bei der Royal Navy wirkte er auch beim Profiklub FC Portsmouth mit und kam am 18. Mai 1963 bei einem 1:1-Unentschieden im Zweitliga-Heimspiel gegen den FC Middlesbrough in der Läuferreihe an der Seite von Bobby Campbell und Harry Harris zum Einsatz, stand dem Klub aber für das folgende Auswärtsspiel schon wieder nicht mehr zur Verfügung. Auch der Plan, sich aus dem Armeedienst herauszukaufen, um Profi bei Portsmouth zu werden, fand keine Umsetzung. 1965 gastierte er für mindestens eine Partie beim FC Wembley.
1966 traf er im Finale um den FA Amateur Cup erneut auf Hendon, als Mannschaftskapitän führte er Wealdstone im Wembley-Stadion vor 45.000 Zuschauern zu einem 3:1-Erfolg. Von 1962 bis 1966 bestritt er insgesamt 171 Pflichtspiele für Wealdstone und erzielte dabei acht Tore. Anschließend zog er innerhalb der Isthmian League zum FC Hendon weiter, für den er in drei Spielzeiten sechs Tore in 91 Pflichtspielen erzielte. Im Anschluss spielte er noch für den Ligakonkurrenten Hitchin Town, für den er bis November 1970 in 117 Pflichtspielen 8 Treffer erzielte.
Von 1963 bis 1966 trat Ashworth regelmäßig für die englische Amateurnationalmannschaft und die britische Olympiaauswahl in Erscheinung, oftmals an der Seite seiner beiden Wealdstone-Mitspieler Hughie Lindsay und Charlie Townsend. Erstmals wurde er bereits im November 1959 in die britische Olympiaauswahl für Qualifikationsspiele gegen Wales und Irland berufen. Neben zehn offiziellen Auswahlspielen kam Ashworth in einer Vielzahl von Testspielen gegen Vereins- und Repräsentativmannschaften (unter anderem Coventry City, Tottenham Hotspur, Manchester United, Aston Villa, Queens Park Rangers) zum Einsatz, anlässlich eines 1:1-Unentschieden im Januar 1964 gegen den FC Chelsea attestierte ihm die Presse „herausragend in der olympischen Defensive“ gewesen zu sein. Für die Olympiaauswahl bestritt er alle vier Partien in der Qualifikation für die Olympischen Sommerspiele 1964, die Mannschaft schied dabei gegen die griechische Auswahl aus, die wenig später wegen des Einsatzes von Profispielern disqualifiziert wurde; Großbritannien verzichtete aber auf eine Fortführung der Qualifikationsspiele. Letztmals bestritt Ashworth im Mai 1966 im Rahmen des UEFA Amateur Cups 1966/67 gegen die Niederlande eine Partie für die englische Auswahl.